# Seo Kiwon
Seo Ki-weon (en hangeul:서기원, 24 octobre 1930 - 30 juillet 2005) est un écrivain, homme politique, et homme de médias sud-coréen.

## Biographie
Seo Ki-weon est né à Séoul le 24 octobre 1930. Il obtient une licence de littérature anglaise à l'université Sungkyunkwan puis un master en gestion à l'Université Nationale de Séoul. Il a d'abord mené une carrière en tant que journaliste pour divers quotidiens à Séoul, notamment pour le ChungAng Ilbo ; à partir de 1970, il travaille également pour l'entreprise LG dans le département marketing. Il a ensuite mené une carrière politique en étant notamment secrétaire d'État et porte-parole du gouvernement en 1979. À partir des années 1980, il commence à travailler dans le domaine de la culture et devient président de la Fondation des arts et de la culture en Corée (한국문화예술진흥원). En 1990, il devient président du groupe média KBS et de l'association de la presse coréenne (한국신문협회). De 1997 à 1999, il est président de la fondation de soutien pour les arts du spectacle en Corée (한국공연예술진흥협의회). Ses multiples activités l'ont amené également à traduire des essais sur l'économie de l'anglais vers le coréen, avec notamment Marketing et check-list (Maketing chekeu listeu)  et "Gestion d'une PME" (Jageun hoesa-ui gyeongyeonghak).
Il a fait ses débuts littéraires avec la publication de son roman Fondements (Amsajido) en 1956. En 1960, il se voit décerner le prix de littérature contemporaine (Hyundae Munhak), en 1961, il reçoit le prix littéraire Dong-in et enfin le prix de Littérature coréenne en 1975 (Hanguk munhak sang).
Il décède le 30 juillet 2005.